# 1. TSZ Nienburg
Das 1. TanzSportZentrum Nienburg e.V. (1. TSZ Nienburg) ist ein Tanzsportverein in Nienburg/Weser. Der Verein verfügt über Breitensportangebote, Kindertanzen, Ballett, Jazz Dance und Gymnastik. Im Leistungssportbereich verfügt der Verein über mehrere Einzelpaare Latein. Bis zur Saison 2019/20 trat auch eine Lateinformationen für den Verein bei Ligawettkämpfen an.

## Einzeltanz
Das 1. TSZ Nienburg hat mehrere Einzelpaare, die bei Einzelturnieren starten. Die Paare des 1. TSZ Nienburg konnten seit der Gründung des Vereins mehrere Landes-, Bezirks- und Gebietsmeistertitel erringen.
Trainiert werden die Einzelpaare von Rainer Bormann und Franziska Becker.

## Lateinformationen

### A-Team
Das A-Team des 1. TSZ Nienburg startete 1995 erstmals in der Landesliga Nord Latein. In der Saison 1998/99 belegte das Team den 2. Platz der Landesliga Nord. Auch im Aufstiegsturnier zur Oberliga Nord Latein belegte das Team den 2. Platz und schaffte den Aufstieg in die Oberliga Nord.
In der Oberliga Nord tanzte das Team in der Saison 1999/00 zum musikalischen Thema „Latin Forever“, in der Saison 2000/01 dann zu „Latino del mundo“. Seit dieser Saison wurde der Trainer des Teams, Rainer Bormann, von den Profitänzern Roberto Albanese und Uta Albanese unterstützt. Das Team schaffte 2001 in der Oberliga Nord den 2. Platz und stieg in die Regionalliga Nord Latein auf. In der Regionalliga Nord tanzte das A-Team insgesamt fünf Jahre von 2002 bis 2007.
Im Jahr 2006 erreichte das Team den 2. Platz der Regionalliga Nord und qualifizierte sich so erstmals zur Teilnahme am Aufstiegsturnier zur 2. Bundesliga Latein. Den Aufstieg in die 2. Bundesliga verpasste das Team, aber bereits in der nächsten Saison erreichte es mit dem musikalischen Thema „Crazy in Latin“ wieder den 2. Platz der Regionalliga Nord. Das nachfolgende Aufstiegsturnier zur 2. Bundesliga gewann das Team und stieg in die 2. Bundesliga Latein auf. In der Saison 2007/08 folgte mit dem 7. Platz in der 2. Bundesliga wieder der Abstieg in die Regionalliga Nord Latein.
Auf dem Aufstiegsturnier 2009 verpasste das A-Team den Wiederaufstieg in die 2. Bundesliga, wurde allerdings nachträglich nominiert, nachdem durch den Rückzug der TSG Lüdenscheid aus der 1. Bundesliga Latein und dem Nachrücken der Mannschaft der TSG Bremerhaven ein Startplatz in der 2. Bundesliga Latein frei wurde.
In den Saisons 2009/10 stieg das A-Team in die Regionalliga Nord und 2010/11 in die Oberliga Nord Latein ab. In der Folge kam es zu einer Neustrukturierung der Mannschaft durch den Zusammenschluss des A- und B-Teams des Vereins und einer Anfängermannschaft aus Stadthagen. Die neue Mannschaft startete in der Saison 2011/12 weiter in der Oberliga Nord Latein und qualifizierte sich mit dem zweiten Platz in der Liga für das Relegationsturnier zur Regionalliga Nord Latein. Der direkte Aufstieg gelang nicht, das Team wurde aber später für die Regionalliga nachnominiert. In der Saison 2012/13 stieg die Formation wieder in die Oberliga Nord ab und schaffte in der Saison 2014/15 wieder den Aufstieg in die Regionalliga Nord. Nach einer Saison in der Regionalliga Nord Latein stieg die Mannschaft in die Oberliga Nord Latein und ein weiteres Jahr später in die Landesliga Nord Latein ab. Dort trat die Mannschaft noch bis zur Saison 2019/20 an, die wegen der COVID-19-Pandemie nach zwei Turnieren abgebrochen wurde. Die Lateinformation trat nach Wiederaufnahme der Turniere in der Saison 2021/22 nicht mehr zu Ligawettkämpfen an und tanzt stattdessen bei Formationsturnieren für Hobby- und Breitensportmannschaften.
Trainer des A-Teams sind Pascal Küttner und Rainer Bormann.

#### Choreografien
Das A-Team tanzte bis jetzt zu folgenden Choreografien
| Saison  | Thema                 | Liga                                                            |
| ------- | --------------------- | --------------------------------------------------------------- |
| 1994/95 | „Disney“              | Landesliga Nord Latein                                          |
| 1995/96 | „Disney“              | Landesliga Nord Latein                                          |
| 1996/97 | „Strictly Latin“      | Landesliga Nord Latein                                          |
| 1997/98 | „Strictly Latin“      | Landesliga Nord Latein→ Aufstieg in die Oberliga Nord Latein    |
| 1998/99 | „Latin Forever“       | Oberliga Nord Latein                                            |
| 1999/00 | „Latin Forever“       | Oberliga Nord Latein                                            |
| 2000/01 | „Latino del mundo“    | Oberliga Nord Latein                                            |
| 2001/02 | „Latino del mundo“    | Oberliga Nord Latein→ Aufstieg in die Regionalliga Nord Latein  |
| 2002/03 | „Salsa Caliente“      | Regionalliga Nord Latein                                        |
| 2003/04 | „Salsa Caliente“      | Regionalliga Nord Latein                                        |
| 2004/05 | „Crazy in Latin“      | Regionalliga Nord Latein                                        |
| 2005/06 | „Crazy in Latin“      | Regionalliga Nord Latein                                        |
| 2006/07 | „Crazy in Latin“      | Regionalliga Nord Latein→ Aufstieg in die 2. Bundesliga Latein  |
| 2007/08 | „Move“                | 2. Bundesliga Latein→ Abstieg in die Regionalliga Nord Latein   |
| 2008/09 | „Move“                | Regionalliga Nord Latein → Aufstieg in die 2. Bundesliga Latein |
| 2009/10 | „Move“                | 2. Bundesliga Latein→ Abstieg in die Regionalliga Nord Latein   |
| 2010/11 | „New York Rio Tokio“  | Regionalliga Nord Latein → Abstieg in die Oberliga Nord Latein  |
| 2011/12 | „Crazy in Latin“      | Oberliga Nord Latein → Aufstieg in die Regionalliga Nord Latein |
| 2012/13 | „Crazy in Latin“      | Regionalliga Nord Latein → Abstieg in die Oberliga Nord Latein  |
| 2013/14 | „Move“                | Oberliga Nord Latein                                            |
| 2014/15 | „Its a beautiful day“ | Oberliga Nord Latein → Aufstieg in die Regionalliga Nord Latein |

#### Auszeichnungen
- Mannschaft des Jahres 1999
- 3. Platz bei der Wahl zur Mannschaft des Jahres 2006
- 2. Platz bei der Wahl zur Mannschaft des Jahres 2007
- Landesmeister der niedersächsischen Formationen 2008
- Landesmeister der niedersächsischen Formationen 2009
- Norddeutscher Meister Formation 2009

### B-Team
Das B-Team wurde Anfang 2004 gegründet und trat erstmals in der Saison 2004/05 in der Landesliga Nord an und erreichte auf Anhieb den ersten Platz der Liga. Im anschließenden Aufstiegsturnier belegte das Team den dritten Platz und schaffte so bereits in der ersten Saison den Aufstieg in die Oberliga Nord Latein. In der Oberliga Nord konnte sich das Team aber nicht halten und stieg bereits nach einem Jahr in der Saison 2005/06 wieder in die Landesliga Nord ab. In der Saison 2007/2008 stieg das B-Team wieder in die Oberliga auf. 2011 wurden A- und B-Team des Vereins zusammengelegt.
Trainer des B-Teams waren zuletzt Timo Kuhnt und Sergius Rossel, Rainer Bormann war Co-Trainer des Teams.

#### Choreografien
Das B-Team tanzte zu folgenden Choreografien
| Saison  | Thema              | Liga                                                         |
| ------- | ------------------ | ------------------------------------------------------------ |
| 2004/05 | „Latino del mundo“ | Landesliga Nord Latein→ Aufstieg in die Oberliga Nord Latein |
| 2005/06 | „Latino del mund0“ | Oberliga Nord Latein→ Abstieg in die Landesliga Nord Latein  |
| 2006/07 | „Crazy in Latin“   | Landesliga Nord Latein                                       |
| 2007/08 | „Crazy in Latin“   | Landesliga Nord Latein→ Aufstieg in die Oberliga Nord Latein |
| 2008/09 | „Crazy in Latin“   | Oberliga Nord Latein                                         |
| 2009/10 | „Move“             | Oberliga Nord Latein                                         |

### C-Team
Das C-Team trat in der Saison 2007/08 erstmals in der Landesliga Nord Latein an. In der Saison 2009/10 trat das Team in der Oberliga Nord Latein an.
Trainer des C-Teams waren Sarah Rothe und Pascal Küttner, Rainer Bormann war Co-Trainer des Teams.

#### Choreografien
Das C-Team tanzte zu folgenden Choreografien
- 2007/08: „Latino del mundo“, Landesliga Nord Latein
- 2008/09: „Latino del mundo“ Landesliga Nord Latein